# Hildegard Goss-Mayr
Hildegard Goss-Mayr (nada el 22 gener 1930 a Viena, Àustria) és un exemple important de la no-violència en el món evangèlic. És presidenta honorària del Moviment internacional de la reconciliació i membre de la Coordinació Internacional per al Decenni de la Cultura de la Pau i la No Violència.

## Biografia
Filla de Kaspar Mayr, fundador de la branca austríaca de la IFOR, Hildegard Goss-Mayr, va estudiar filosofia a Viena i New Haven (EUA). El 1953, va esdevenir la primera dona a rebre el seu doctorat sub auspiciis (la més alta distinció possible per estudiar a Àustria).
1958 Es va casar amb John Goss (1912-1991).
1960 Naixement dels seus fills Miriam i Etienne.
1962 Comença la seva feina a Amèrica Llatina per a la construcció d'un moviment no-violent. Des d'aleshores, ha treballat amb Hélder Câmara, Adolfo Pérez Esquivel (que va guanyar el Premi Nobel de la Pau el 1980), Dom Fragoso, bisbe de Crateús (Brasil), o l'arquebisbe Oscar Romero. Ella tenia un paper amb el seu marit John Goss en la preparació de la revolució a les Filipines el 1986. Ha capacitat a molts grups en la no-violència activa a Amèrica Llatina, Àsia i Àfrica.
2009 Rep el Premi Pacem in Terris.

## llibres
- Une autre révolution. Violence des non-violents, Paris, Cerf, 1969.
- Der Mensch vor dem Unrecht. Spiritualität und Praxis. Gewaltlose Befreiung, Vienne, 1976.
- Gérard Hoover, Jean et Hildegard Goss-Mayr, La non-violence, c'est la vie, Arudis, Utovie, 1986.
- Évangile et luttes de paix, Paris, Bergers et Mages, 1989.
- Friede braucht Bewegung. Analysen und Perspektiven der Friedensbewegung in Österreich, amb Thomas Roithner i Pete Hämmerle.
- Oser le combat non-violent aux côtés de Jean Goss, Paris, Cerf, 1998, pròleg del Cardenal Franz König.
- Amb Jo Hanssens, Jean Goss. Mystique et militant de la non-violence, Namur, Fidélité, 2010, pròleg d'Adolfo Pérez Esquivel.

## Biografia
- Richard Deats, Marked for life. The story of Hildegard Goss-Mayr, Hyde Park (NY), New City Press, 2009.